# Dinar líbio
O dinar (em árabe: دينار) é a moeda corrente da Líbia. Seu código ISO 4217 é "LYD". O dinar líbio é subdividido em 1000 dirrãs (درهم) e foi introduzido em setembro de 1971 e substituiu a lira líbia.
O dinar líbio é emitido pelo Banco Central da Líbia, que também regula o sistema bancária e regula o crédito.